# 347 г. пр.н.е.
347 (триста четиридесет и седма) година преди новата ера (пр.н.е.) е година от доюлианския (Помпилийски) римски календар. По това време е известна като годината на консулството на Венон и Торкват (или по-рядко 407 година Ab urbe condita). Наименованието 347 г. пр. н. е. за тази година се използва от ранния средновековен период, когато летоброенето след Христа става преобладаващият метод в Европа за именуване на години.

## Събития

### В Древна Гърция
- В резултат на македонската победа при Олинт, Атина се стреми да сключи мир с Македония. Тъй като финансовата му политика се основава на предположението, че Атина не трябва да участва в големи войни, атинският лидер Евбул работи за мир с Филип II Македонски. Демостен е сред тези, които подкрепят компромиса.[2]
- Атинска делегация, включваща Демостен, Есхин и Филократ, е официално изпратена в Пела, за да преговаря за мирен договор с Филип II. По време на преговорите Есхин се опитва да повлияе на атиняните да приемат експанзията на Македония в Гърция. Демостен остава недоволен от резултата.[2]

### В Римската република
- Монетите са въведени в Рим за първи път.[3]

### Други
- Платон умира и неговият племенник Спевзип е назначен за ръководител на Академията.[4]
- Аристотел напуска Атина поради антимакедонските настроения, което възникват в Атина, след като Филип II Македонски разграбва гръцкия град-държава Олинт през 348 г. пр.н.е. С него отива друг забележителен член на Академията, Ксенократ от Халкидон. Те основават нова академия от малоазийската страна на Егейско море в новопостроения град Асос.[5]

## Починали
- Архит, гръцки философ, математик и държавник (или 350 г. пр.н.е.) (* 428 г. пр.н.е.)[6][7]
- Платон, гръцки философ и основател на Академията в Атина (* ок. 427 пр.н.е.)[8]
- Евдокс от Книд, гръцки философ и астроном, който разширява идеите на Платон (или 355 г. пр. н. е. ) (* 410 г. пр.н.е. или 408 г. пр.н.е.)[9]